# 38269 Gueymard
38269 Gueymard este un asteroid din centura principală de asteroizi.

## Descriere
38269 Gueymard este un asteroid din centura principală de asteroizi. A fost descoperit pe 10 septembrie 1999 la Needville de W. G. Dillon și K. Rivich. Asteroidul prezintă o orbită caracterizată de o semiaxă mare de 2,99 ua, o excentricitate de 0,03 și o înclinație de 10,4° în raport cu ecliptica.